# Thermo Fisher Scientific
Thermo Fisher Scientific Inc. är ett amerikanskt multinationellt tillverkningsföretag inom medicinteknik. Företaget har närvaro i fler än 44 länder på samtliga kontinenter världen över.

## Historik
Företaget grundades den 9 november 2006 när Thermo Electron förvärvade Fisher Scientific för 12,8 miljarder amerikanska dollar.
Den 15 april 2013 meddelade Thermo Fisher Scientific att man hade för avsikt att förvärva Life Technologies för 13,6 miljarder dollar. Affären slutfördes den 3 februari 2014. Exakt åtta år senare offentliggjorde företaget att ett nytt stort företagsköp skulle genomföras, den här gången PPD för 17,4 miljarder dollar. Förvärvet blev officiellt den 8 december.